# Scott-trupiál
A Scott-trupiál (Icterus parisorum) a madarak osztályának verébalakúak (Passeriformes) rendjébe, azon belül a csirögefélék (Icteridae) családjába tartozó faj.

## Rendszerezése
A fajt Charles Lucien Jules Laurent Bonaparte francia ornitológus írta le 1838-ban. Magyar és tudományos  faji nevét Winfield Scott amerikai tábornok tiszteletére kapta.

## Előfordulása
Kanada, az Amerikai Egyesült Államok és Mexikó területén honos. Természetes élőhelyei a szubtrópusi és trópusi száraz és magaslati cserjések és forró sivatagok. Vonuló faj.

## Megjelenése
Átlagos testhossza 22 centiméter, testtömege 37 gramm.
|  |

## Életmódja
Ízeltlábúakkal, kisebb gerinctelenekkel, gyümölcsökkel és nektárral táplálkozik.

## Természetvédelmi helyzete
Az elterjedési területe rendkívül nagy, egyedszáma pedig növekszik. A Természetvédelmi Világszövetség Vörös listáján nem fenyegetett fajként szerepel.